# Преносиви рачунар
Преносиви рачунар је врста рачунара пројекотвана да се преноси са једног места на друго и укључује монитор и тастатуру. Преносиви рачунари се због своје величине често називају „кофери“. Главна предност преносивог рачунара над лаптопом и другим врстама покретних рачунара је употреба стандардне матичне плоче која омогућава додавање додатних картица. Преносиви рачунари такође пружају више места за складиштење података јер користе стандардне 3-1/2" уређаје.